# Gare de Liscard and Poulton
La gare de Liscard and Poulton (en anglais Liscard and Poulton railway station) est une gare disparue, la ligne a été remplacée par une voie routière. Elle était située à Wallasey dans le Merseyside au Royaume-Uni.

## Histoire
La gare de Liscard and Poulton est mise en service le 1er juin 1895 avec des services reliant Wrexham, Chester, West Kirby et New Brighton. Elle comportait alors un quai central, située dans une tranchée et accessible depuis un pont routier sur Mill Lane, avec un bureau de réservation au niveau de la rue.
Le nombre de passagers étant faible, malgré une utilisation régulière pour le trafic de marchandises, lorsque la majorité du Wirral Railway (en) est électrifiée en 1938, la branche Seacombe (en) dont elle fait partie est omise.
La gare est finalement fermée aux voyageurs le 4 janvier 1960, bien que la ligne ait continué à desservir les trains de marchandises jusqu'en 1963. Le Kingsway Tunnel (en) supplante alors la station.